# Гумнисько (Верушовський повіт)
Гумнисько (пол. Gumnisko) — село в Польщі, у гміні Сокольники Верушовського повіту Лодзинського воєводства.
У 1975-1998 роках село належало до Каліського воєводства.